# Belijdenisgeschrift
Technische term voor geschriften uit christelijke kerken.
De kerken spreken uit hoe ze denken over (oftewel: belijden) in gemeenschap met de belijdenissen van eerdere generaties. Deze zijn op schrift gesteld en heten dan de belijdenisgeschriften.
De belijdenisgeschriften zijn ontstaan doordat de kerk zich in een bepaalde situatie moest uitspreken tegen een bepaalde niet-Bijbelse leer (dwaalleer of ketterij) of tegen beschuldigingen. Er zijn vroegkerkelijke belijdenisgeschriften die door vrijwel elke christelijke kerk erkend worden. Er zijn er echter ook die bijvoorbeeld enkel door protestantse kerken erkend worden en niet door de Rooms-Katholieke Kerk.